# Johann Gottfried Geißler
Johann Gottfried Geißler (* 14. Juni 1726 in Langenau in der Oberlausitz; † 2. September 1800 in Gotha) war Rektor der Fürstenschule Pforta und herzoglicher Bibliothekar in Gotha in der Zeit der Aufklärung.

## Leben
Als Sohn eines Pfarrers geboren, studierte Geißler nach dem Besuch der Schule in Görlitz ab 1744 an der Universität Leipzig, war danach Hauslehrer in Leipzig und 1751 Konrektor ebenda. Von 1768 bis 1779 war er als Nachfolger von Johann Heinrich Stuß am Gothaer Gymnasium Illustre als Rektor tätig. Hier erwarb er sich große Verdienste bei der Neuorganisation des Gymnasiums durch Einstellung von Fachlehrern, durch Abschaffung der Prügelstrafe und der Manteltracht sowie durch die Installation einer Schul- und Armenbibliothek. Unter seiner Leitung wandelte sich 1772 das Gymnasium von einer Lateinschule zu einer Stätte des Neuen Humanismus und der Aufklärung. Im gleichen Jahr ernannte ihn der Herzog zum Kirchenrat.
1779 bis 1786 amtierte er als Rektor der Fürstenschule Pforta. Herzog Ernst II., zu dem er in freundschaftlicher Beziehung stand, ernannte ihn 1786 zum Nachfolger des verstorbenen Direktors der herzoglich Bibliothek in Gotha auf Schloss Friedenstein, wo er teils durch Auktionen, aber auch im freien Handel oder von privat wertvolle Handschriften und alte Drucke für die wissenschaftliche Forschung erwarb, allerdings mit finanzieller Förderung durch den Herzog. Ernst kannte Geißler von dessen früherer Tätigkeit am Gymnasium in Gotha. Auf der anderen Seite waren Geißler die Verhältnisse in Gotha trotz der siebenjährigen Tätigkeit in Schulpforte gut bekannt. Unter Geißlers Leitung verstärkten sich die personellen Beziehungen zwischen Gymnasium und Bibliothek. Bis zu seinem Tod bekleidete Geißler dieses Amt 14 Jahre lang.
Geißler war Mitglied der Naturforschenden Gesellschaft in Halle.
Johann Gottfrieds Sohn Johann Georg Geißler (1760–1830) war herzoglich sächsisch-gothaischer Regierungsrat sowie Privatsekretär des Herzogs Ernst II. in Gotha. Dessen Frau war die Lyrikerin Henriette Wilhelmine Geißler, geborene Holderrieder (1772–1822), Stieftochter der Dichterin Benedikte Naubert.

## Werke
- Kurze Nachricht von der bey dem Görlitzischen Gymnasio Augusto befindlichen Armenbibliothek. 1765